# Era Shopping Park Oradea
Era Shopping Park Oradea este un centru comercial în Oradea, România. A fost dezvoltat de către grupul Omilos și a fost deschis pe 11 martie 2009. Printre principalele magazine ale centrului se numără Carrefour, Altex, Brico Dépôt și Mobexpert. Parcul comercial are o suprafață construită de 83.000 mp, din care 64.700 mp suprafață închiriabilă și 2.000 locuri de parcare pentru vizitatori. Investiția alocată acestui proiect s-a ridicat la 100 de milioane de euro.
În noiembrie 2013, ERA Shopping Park Oradea a intrat în insolvență.